# Castelo de Cardona
Castelo de Cardona (em catalão: Castell de Cardona) é uma fortaleza medieval na Catalunha, Espanha. Situado em uma colina com vista para o vale do rio Cardener e a cidade de Cardona. A fortaleza foi construída inicialmente por Vilfredo, o Peludo, em 886; agora é um hotel pertencente à rede estatal Paradores.